# Salomon Zeldenrust
Salomon Zeldenrust (Amsterdam, 17 februari 1884 - Knokke, 20 juli 1958) was een Nederlands schermer.
Zeldenrust nam deel aan de Olympische Zomerspelen in 1920 en won met het Nederlands team een bronzen medaille op het onderdeel sabel.